# Pure Classics
Pure Classics – album Davida Garretta z 2002 roku, nagrany z Russian National Orchestra, pod batutą Michaiła Pletniowa.

## Lista utworów
1. Violin Concerto in D, KV271i - 1. Allegro maestoso (Mozart)
2. Partita for Violin Solo No.2 in D minor, BWV 1004: 4. Giga (Bach)
3. Sonata for Violin and Piano No.5 in F, Op.24 - "Spring": 1. Allegro  (Beethoven)
4. Sonata for Piano and Violin in B flat, K.454: 3. Allegretto  (Mozart)
5. 24 Caprices for Violin, Op.1: No. 1 in E  (Paganini)
6. 24 Caprices for Violin, Op.1: No. 4 in C minor  (Paganini)
7. 24 Caprices for Violin, Op.1: No. 9 in E  (Paganini)
8. Violin Concerto in e minor: Adagio (Excerpt)  (Konius)
9. 24 Caprices for Violin, Op.1: No. 6 in G minor  (Paganini)
10. 24 Caprices for Violin, Op.1: No. 13 in B flat  (Paganini)
11. Violin Concerto in D, Op.35: 3. Finale (Allegro vivacissimo)  (Czajkowski)
12. 24 Caprices for Violin, Op.1: No. 24 in A minor  (Paganini)